# Araucarioxylon arizonicum
Araucarioxylon arizonicum és una espècie extinta de conífera arbòria de la família Araucariaceae, que es troba en estat de fòssil principalment a Arizona. Actualment es troba en una zona desèrtica de terres erosionades (badland) al nord d'Arizona i l'adjacent Nou Mèxic especialment en el Parc Nacional del Bosc Petrificat (Petrified Forest National Park). Aquí els troncs petrificats són tan abundants que s'havien usat com material de construcció.

## Característiques
Aquests arbres feien fins a 60 m d'alt amb un diàmetre de més de 60 cm. Els fòssils sovint presenten forats d'insectes barrinadors i fins i tot ruscs d'abelles del Triàsic. Actualment alguns dels troncs fòssils presenten gran varietat de colors pels òxids de ferro (limonita i hematita) entre altres minerals.

El desembre de 2008 Armstrong expressà els seus dubtes sobre la validesa taxonòmica del nom Araucarioxylon arizonicum.

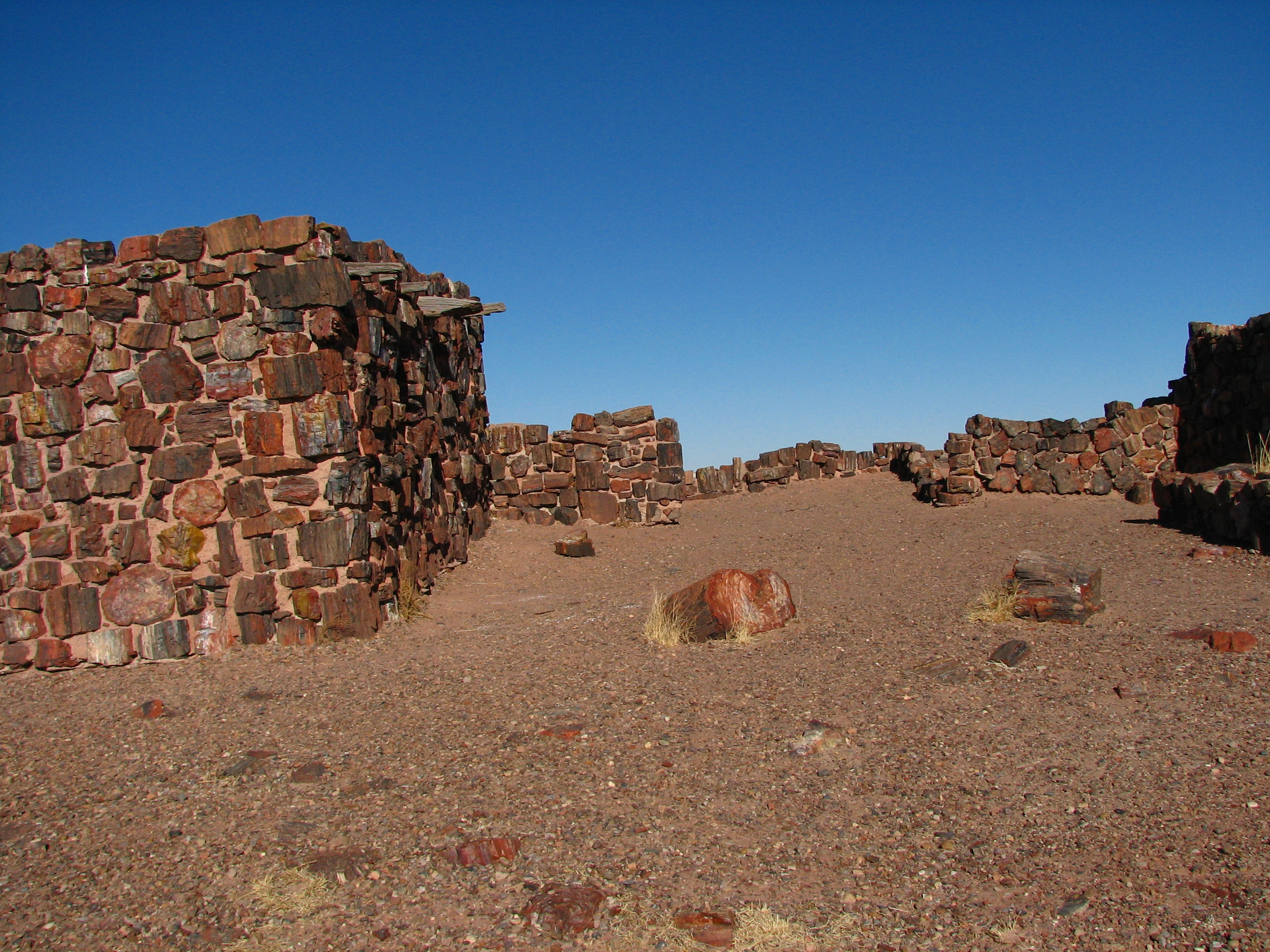
Construcció dels amerindis Pueblo feta amb fusta petrificada
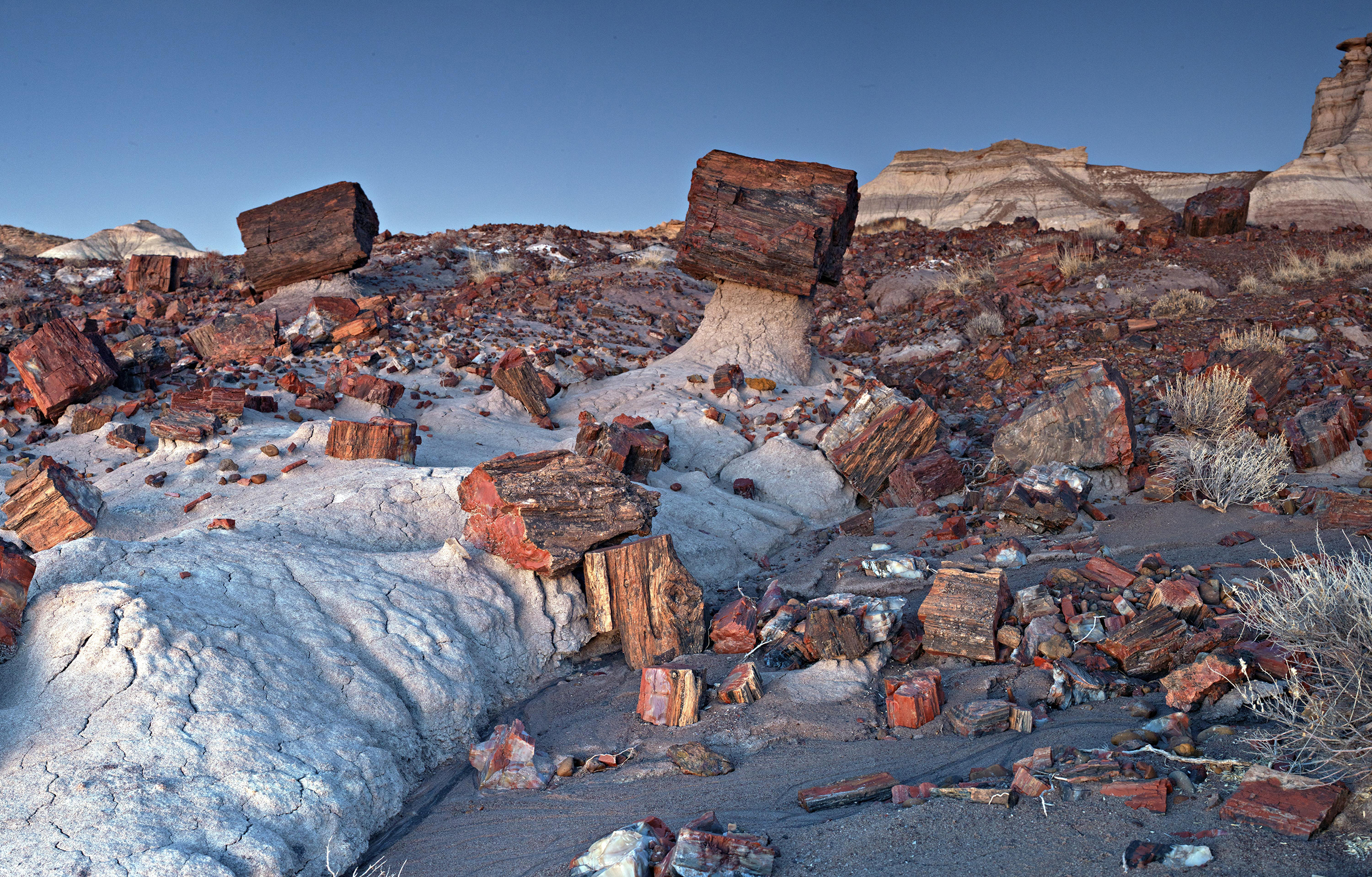
"Bosc" petrificat
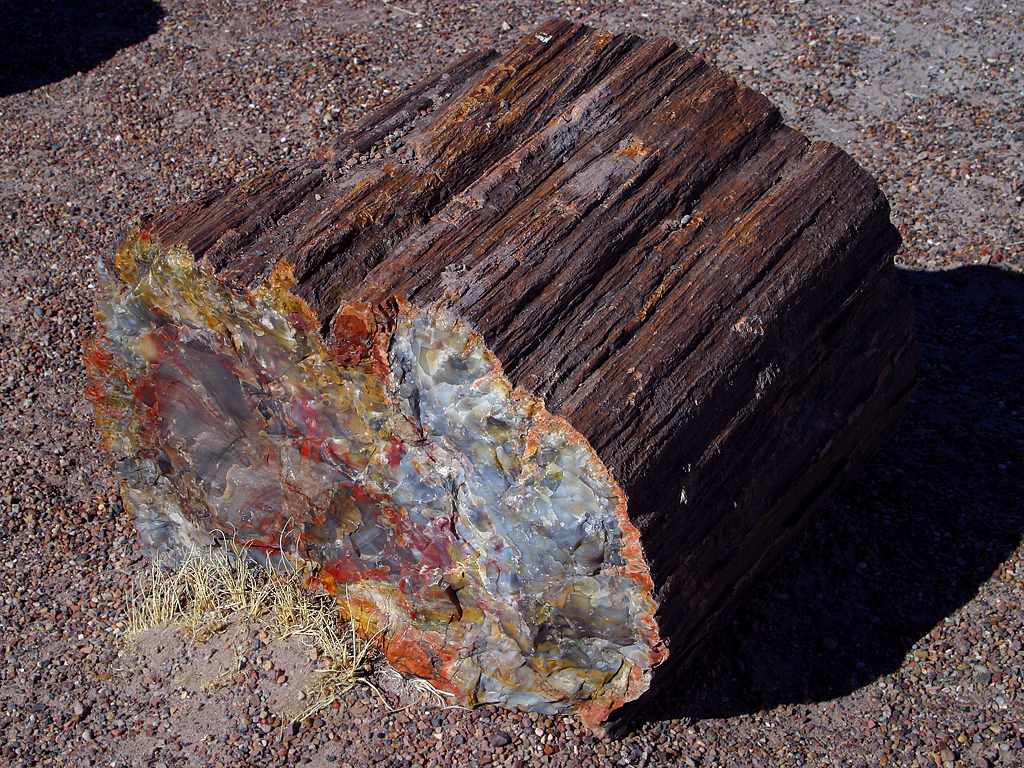
Fragment de tronc petrificat